# Лонган (рослина)
Лонган (в'єт. Око дракона; Dimocarpus longan) — вічнозелене дерево, поширене у Китаї, Таїланді, Тайвані, В'єтнамі й Індонезії, а також його плід. Назва походить від назви в'єтнамської провінції Лонган, де ця рослина і культивується до сьогоднішнього часу.

## Опис
У дикому вигляді це високе розлоге вічнозелене дерево зустрічається рідко. Культивуються менш рослі вічнозелені дерева, висотою від 6 до 7 метрів. Є сорти, пристосовані для клімату конкретного регіону.
Соковита м'якоть лонгана має солодкий, дуже ароматний, схожий на нефеліум смак зі своєрідним відтінком. Колір міцної неїстівної зовнішньої оболонки фрукта варіюється від плямисто-жовтуватого до червонуватого. Як і китайські лічі, плід лонгана містить тверде темно-червоне або чорне насіння.
Біла склоподібна м'якоть називається арилом, або кровелькою, присім'яником. Це м'ясисте утворення навколо темного насіння соковите, смачне, солодке і ароматне.

## Вирощування
Перша згадка про лонган датується 1896 роком, коли мандрівник з Китаю привіз у подарунок дружині короля Таїланда Чулалонгкорна п'ять саджанців лонгана. Два саджанця були посаджені у Бангкоку, а решта — у містечку Чіангмай.
Лонган культивують в Китаї, Таїланді, В'єтнамі та Індонезії.

## Користь
Плоди містять багато цукру, вітамін С, кальцій, залізо і фосфор, а також безліч біокислот, корисних для шкіри. Шкірочка стиглого фрукта повинна бути щільною, без тріщин. Більш стиглим вважається лонган, який полежав деякий час після зняття з дерева.
Відомо про антиоксидантні властивості м'якоті. Китайські медики рекомендують лонган для захисту клітин печінки і для підвищення загального тонусу і працездатності, покращення зору, нормалізації сна, вважають відмінним природним засобом, що знижує рівень тривожності, заспокоює хвилювання і пов'язані з цим проблеми (наприклад, тахікардію). Косметологи радять жінкам частіше ласувати плодами лонгана задля покращення шкіри.

## Вживання
Плоди їдять сирими. З лонгану готують десерти, солодкі супи і різноманітні напої. Крім того, їх сушать і консервують. Використовують плоди також у кондитерському виробництві.
Зберігати плоди лонгана краще в прохолодному місці. У холодильнику вони можуть пролежати близько тижня

## Посилання

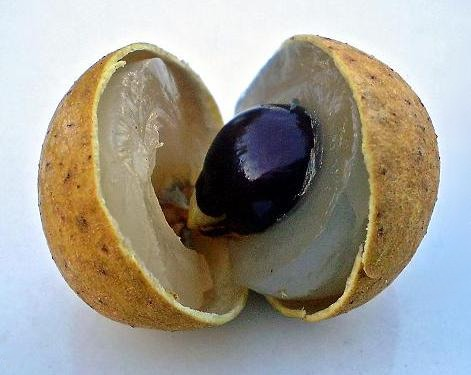
Лонган: Око дракона